# Initao

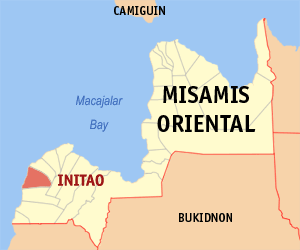
Bản đồ Misamis Oriental với vị trí của Initao

Initao là một đô thị hạng 3 ở tỉnh Misamis Oriental, Philippines. Theo điều tra dân số năm 2008, đô thị này có dân số 35.000 người trong 10.702 hộ. Theo điều tra dân số năm 2008, đô thị này có.

## Các đơn vị hành chính
Initao được chia ra 16 barangay.
| - Aluna - Andales - Apas - Calacapan - Gimangpang - Jampason - Kamelon - Kanitoan | - Oguis - Pagahan - Poblacion - Pontacon - San Pedro - Sinalac - Tawantawan - Tubigan |